# The Old Confectioner's Mistake
The Old Confectioner's Mistake é um filme mudo norte-americano de 1911 em curta-metragem, do gênero drama, dirigido por D. W. Griffith.

## Elenco
- Wilfred Lucas
- Grace Henderson
- Edna Foster